# Ptochophyle ptolegenes
Ptochophyle ptolegenes är en fjärilsart som beskrevs av Pierre E.L. Viette 1972. Ptochophyle ptolegenes ingår i släktet Ptochophyle och familjen mätare. Inga underarter finns listade.